# Кантакузен, Николай Родионович
Князь Николай Родионович Кантакузен (1763—1841) — генерал-майор русской армии из рода валахских князей Кантакузенов, ведших начало от византийских императоров; сын полковника русской службы Радукана Кантакузена от брака его с Катариной Маврокордато.
Принят в семилетнем возрасте прапорщиком в сформированный его отцом Волохский гусарский полк. Занимал разные административные должности в Валахии, затем был начальником арнаутов в армии принца Саксен-Кобургского. После восьмилетнего служения в австрийской армии, в 1790 году вновь поступил на русскую службу и был назначен подполковником Екатеринославского казачьего войска.
Участвовал в штурме Измаила; был награждён орденом Св. Владимира 4 степени. В 1791 году сформировал полк из 800 человек (преимущественно арнаутов), названный левантским. Командовал малороссийским кирасирским полком. С 1797 года в отставке.
В 1806 году в связи с новой войной с Турцией вернулся в строй. В начале войны Кантакузен был назначен наказным атаманом Бугского казачьего войска, также сформировал 6 волонтёрских полков в Дунайских княжествах. В 1818 году Кантакузен получил чин генерал-майора, служил некоторое время по ведомству военных поселений и других, а в 1833 году вышел в отставку.
Умер в 1841 году в своём имении под Одессой.

## Семья
Жена — Елена Александровна Геннади (1781—1847), дочь грека переселившегося в Россию и получившего дворянское достоинство; тетка библиофила и историка Г. Н. Геннади. Похоронена вместе с мужем в местечке Канаткузенка Ананьевского уезда Херсонской губернии в Иоанно-Предтеченской церкви в семейном склепе. В браке имела детей:
- Родион (1812—1880), генерал-майор, один из основателей Императорского Археологического общества в Петербурге. Женат на Марии Александровне Фроловой-Багреевой (1826—1886), внучке М. М. Сперанского. Их сын — Михаил.

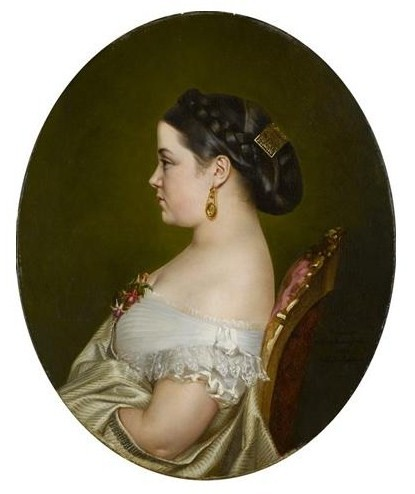
Ольга Кантакузина (1843—1929), жена князя Лоренцо Альтьери

- Александр (1813—1857), ротмистр Ново-Архангельского уланского полка. Перешел в молдавское подданство. Женат на баронессе Марии Ивановне Рено, их дочь Ольга (1843—1929) была замужем за князем Лоренцо Альтьери, имя её довольно известно во французской беллетристике.
- Алексей (1814—1855), отставной ротмистр Изюмского гусарского полка.
- Михаил (1815—1852)
- Иван (1816—1888), отставной поручик конной артиллерии.
- Елизавета (ум. 1845), замужем за Павлом Александровичем Козловым.
- Александра (ум. 1864), замужем за Сергеем Петровичем Муравьёвым.
- Феодосия (ум. 1862), замужем за генерал-майором Ираклием Васильевичем Вороновым.
- Олимпиада (ум. 1834), замужем за Александром Ивановичем Козловым.